# Architecte de données
 (juillet 2018).
Si vous disposez d'ouvrages ou d'articles de référence ou si vous connaissez des sites web de qualité traitant du thème abordé ici, merci de compléter l'article en donnant les références utiles à sa vérifiabilité et en les liant à la section « Notes et références ».
Un architecte de données est un expert organisateur en informatique qui a la responsabilité de s'assurer que les objectifs stratégiques d'une organisation sont optimisés à travers l'utilisation de standards de données d'entreprise. Cela implique souvent la création et la mise à jour d'un registre de métadonnées centralisé.
L'architecture de données concerne d'une façon générale la gestion des données. Elle inclut des domaines comme la gestion des métadonnées, la sémantique métier, la modélisation des données et la gestion de flux de métadonnées.
Le travail de l'architecte de données inclut souvent la mise en œuvre d'un registre de métadonnées et autorise les parties prenantes spécifiques à chaque domaine à mettre à jour leurs propres données élémentaires.
Un architecte de données a l'expérience des métiers et technologies suivants :
- Architecture de données
- Dictionnaire de données
- Registre de métadonnées
- Sémantique
- Entrepôt de données
- Bases de données
- Intégration d'applications d'entreprise
- Bases de données relationnelles
- Langage structuré de requêtes (SQL)
- XML
- Schéma XML
- XSLT (XML transformations)